# گیسبورن، ویکتوریا
گیسبورن (به انگلیسی: Gisborne) یک منطقهٔ مسکونی در استرالیا است که در ویکتوریا (استرالیا) واقع شده‌است.